# Hemradj Shriemisier

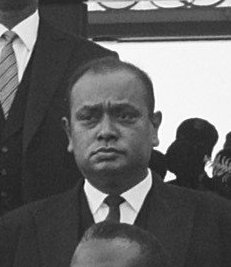
Minister H. Shriemisier (1965)

Hemradj Shriemisier (Commewijne district, 13 mei 1921 – Paramaribo, 9 augustus 1968) was een Surinaams politicus.
Zijn vader kwam in 1893 vanuit het toenmalige Brits-Indië in Suriname aan als contractarbeider. Hemradj Shriemisier heeft rechten gestudeerd en is voorzitter geweest van de Sanatan Dharm. Bij de verkiezingen van 1949 kwam hij voor het district Saramacca namens de Verenigde Hindoestaanse Partij (VHP) in de Staten van Suriname. Van 1951 tot 1952 was hij hoofd van de algemene afdeling van het departement van Justitie en Politie. Daarna werd hij officier van justitie en in 1958 werd Shriemisier namens de VHP minister van Justitie en Politie.
Hij kwam in de problemen vanwege de rijst-affaire-Carlos Thomas. Op verzoek van een bevriende relatie zou Shriemisier in 1959 een telegram hebben gezonden naar de Nederlandse ambassade in Venezuela waarin medewerking werd gevraagd om de rijstexporteur Carlos Thomas vanwege een strafzaak zo snel mogelijk voor een, naar later bleek fictief, verhoor naar Suriname te laten komen. Toen de Venezolanen hoorden van die strafzaak werd de rijstlevering gegund aan de Surinaamsche Producten Handel waarin VHP-fractieleider Jagernath Lachmon een belang had. Thomas begon een proces tegen Suriname waarin hij schadevergoeding eiste en toen Thomas in augustus 1962 in hoger beroep door het Hof van Justitie in gelijk werd gesteld en tevens bepaalde dat Shriemisier een daad van willekeur had begaan jegens Thomas, stapte Shriemisier op als minister. In 1963 stonden al verkiezingen gepland waarop premier Emanuels tevens waarnemend minister van Justitie en Politie werd.
Na de verkiezingen in 1963 kwam Shriemisier in het eerste kabinet onder leiding van premier Pengel terug als minister van Volksgezondheid. Vier jaar later waren er opnieuw verkiezingen waarna de VHP niet terugkeerde in de regering en een jaar later overleed het VHP-statenlid Shriemisier op 47-jarige leeftijd.